# Список претендентов на 89-ю премию «Оскар» за лучший фильм на иностранном языке
Данная статья представляет собой список фильмов, выдвинутых на 89-ю премию «Оскар» за лучший фильм на иностранном языке. С момента создания категории в 1956 году Академия кинематографических искусств и наук ежегодно приглашает киноиндустрии разных стран для выдвижения их лучших фильмов на премию «Оскар». Награда ежегодно вручается Американской академией киноискусств фильмам, производимым за пределами США. Оскаровский комитет наблюдает за процессом и рассматривает все выдвинутые фильмы.

## Выдвинутые фильмы
Выдвинутые фильмы по условиям премии должны были выйти в кинопрокат (по меньшей мере семь дней коммерческого показа) в первую очередь в своих странах в период с 1 октября 2015 по 30 сентября 2016 года. Срок подачи заявок закончился 3 октября 2016 года.
В конце октября 2016 года Академия объявила конечный список допущенных фильмов. В общей сложности 85 стран выдвинули свои фильмы до истечения срока.
Список составлен по алфавиту стран, представляющих фильмы.
- Австралия — «Танна», режиссёры Мартин Батлер и Бентли Дин
- Австрия — «Стефан Цвейг», режиссёр Мария Шрадер
- Албания — «Хром», режиссёр Бужар Алимани
- Алжир — «Колодец», режиссёр Лотфи Бушучи
- Аргентина — «Почётный гражданин», режиссёры Гастон Дюпра и Мариано Кон
- Бангладеш — «Безымянный», режиссёр Такир Ахмед
- Бельгия — «Арденны», режиссёр Робин Пронт
- Болгария — «Лузеры», режиссёр Ивайло Христов
- Боливия — «Запечатанный груз», режиссёр Джулия Вайсе
- Босния и Герцеговина — «Смерть в Сараево», режиссёр Данис Танович
- Бразилия — «Маленький секрет», режиссёр Дэвид Шурманн
- Великобритания — «В тени», режиссёр Бабак Анвари
- Венгрия — «Смерть на колесах», режиссёр Аттила Тилль
- Венесуэла — «Издалека», режиссёр Лоренцо Вигас
- Вьетнам — «Жёлтые цветы на зелёной траве», режиссёр Виктор Ву
- Германия — «Тони Эрдманн», режиссёр Марен Аде
- Гонконг — «Порт назначения», режиссёр Филип Юн
- Греция — «Шевалье», режиссёр Афина Рахель Цангари
- Грузия — «Чужой дом», режиссёр Русудан Глурджидзе
- Дания — «Моя земля», режиссёр Мартин Зандвлиет
- Доминикана — «Сахарные поля», режиссёр Фернандо Баес Мелла
- Египет — «Противостояние», режиссёр Мохамед Диаб
- Йемен — «Я Ноджум, мне 10 и я разведена», режиссёр Хадиджа аль-Салями
- Израиль — «Песчаная буря», режиссёр Элит Зексер
- Индия — «Допрос», режиссёр Ветримааран
- Индонезия — «Письма из Праги», режиссёр Angga Dwimas Sasongko
- Иордан — «3000 ночей», режиссёр Май Масри
- Ирак — «El Clásico», режиссёр Халкафт Мустафа
- Иран — «Коммивояжёр», режиссёр Асгар Фархади
- Исландия — «Воробьи», режиссёр Рунар Рунарссон
- Испания — «Джульетта», режиссёр Педро Альмодовар
- Италия — «Море в огне», режиссёр Джанфранко Роси
- Казахстан — «Аманат», режиссёр Сатыбалды Нарымбетов
- Камбоджа — «Перед падением», режиссёр иен Уайт
- Канада — «Это всего лишь конец света», режиссёр Ксавье Долан
- Китай — «Сюань Цзан», режиссёр Хо Цзяньци
- Колумбия — «По прозвищу Мария», режиссёр Хосе Луис Рухелес
- Косово — «Дом, милый дом», режиссёр Фатон Байрактари
- Коста-Рика — «О нас», режиссёр Эрнан Хименес
- Куба — «Спутник», режиссёр Павел Жиро
- Кыргызстан — «Завещание отца», режиссёры Бакыт Мукул и Дастан Жапар уулу
- Латвия — «Рассвет», режиссёр Лайла Пакалныня
- Ливан — «Очень большая шишка», режиссёр Мир-Жан Бу Шайя
- Литва — «День Сенеки», режиссёр Кристийонас Вилджюнас
- Люксембург — «Голоса Чернобыля», режиссёр Пол Крухтен
- Македония — «Освобождение Скопье», режиссёры Раде Шербеджия и Данило Шербеджия
- Малайзия — «Прекрасная боль», режиссёр Тунку Мона Реза
- Марокко — «Побудь на моём месте», режиссёр Саид Кхаллаф
- Мексика — «Пустыня», режиссёр Хонас Куарон
- Непал — «Чёрная курица», режиссёр Мин Баадур Бам
- Нидерланды — «Тонио», режиссёр Паула ван дер Уст
- Новая Зеландия — «Трепетная правда», режиссёр Питра Бриткелли
- Норвегия — «Выбор короля», режиссёр Эрик Поппе
- Пакистан — «Мах и Мир», режиссёр Анджум Шахзад
- Палестина — «Кумир», режиссёр Хани Абу-Ассад
- Панама — «Salsipuedes», режиссёры Рикардо Агиляр Наварро и Манолито Родригес
- Перу — «Видеофилия (и другие вирусные синдромы)», режиссёр Хуан Даниель Ф. Молеро
- Польша — «Остаточные изображения», режиссёр Анджей Вайда
- Португалия — «Военные письма», режиссёр Иво Феррейра
- Россия — «Рай», режиссёр Андрей Кончаловский
- Румыния — «Сьераневада», режиссёр Кристи Пую
- Саудовская Аравия — «Барака встречает Барака», режиссёр Махмуд Саббаг
- Сербия — «Дневник машиниста», режиссёр Милош Радович
- Сингапур — «Ученик мастера», режиссёр Джунфен Бу
- Словакия — «Новая Эва», режиссёр Марко Скоп
- Словения — «Хьюстон, у нас проблемы!», режиссёр Зига Вирч
- Тайвань — «Держитесь, дети», режиссёр Лаха Мебоф
- Таиланд — «Карма», режиссёр Канитта Квуньо
- Турция — «Холода Каландара», режиссёр Мустафа Кара
- Украина — «Украинские шерифы», режиссёр Роман Бондарчук
- Уругвай — «Гренки», режиссёр Манане Родригес
- Филиппины — «Мама Роза», режиссёр Брийанте Мендоса
- Финляндия — «Самый счастливый день в жизни Олли Мяки», режиссёр Юхо Куосманен
- Франция — «Она», режиссёр Пол Верховен
- Хорватия — «На другой стороне», режиссёр Зринко Огреста
- Черногория — «Чёрная булавка», режиссёр Иван Маринович
- Чехия — «Потерянные в Мюнхене», режиссёр Петр Зеленка
- Чили — «Неруда», режиссёр Пабло Ларраин
- Швейцария — «Жизнь кабачка», режиссёр Клод Баррас
- Швеция — «Вторая жизнь Уве», режиссёр Ханнес Холм
- Эквадор — «Такова жизнь в тропиках», режиссёр Себастьян Кордеро
- Эстония — «Мама», режиссёр Кадри Кыусаар
- Южная Африка — «Зови меня вором», режиссёр Дэрин Джошуа
- Южная Корея — «Секретный агент», режиссёр Ким Чжи Ун
- Япония — «Если бы я жил со своей мамой», режиссёр Ёдзи Ямада